# Taylor Hackford
Taylor Edwin Hackford, född 31 december 1944 i Santa Barbara, Kalifornien,  är en amerikansk regissör, manusförfattare och filmproducent.
Taylor Hackford är sedan 1997 gift med skådespelaren Helen Mirren.

## Filmografi (urval)

### Som regissör
- 1973 – Bukowski (även manus och produktion)
- 1978 – Teenage Father (även manus)
- 1980 – Idolmaker
- 1982 – En officer och gentleman
- 1984 – Mot alla odds (även produktion)
- 1985 – Vita nätter (även produktion)
- 1987 – Chuck Berry Hail! Hail! Rock 'n' Roll
- 1988 – Everybody's All-American (även produktion)
- 1993 – Blood In Blood Out
- 1995 – Dolores Claiborne (även produktion)
- 1997 – Djävulens advokat (även produktion)
- 2000 – Proof of Life (även produktion)
- 2004 – Ray (även manus och produktion)
- 2013 – Parker (även produktion)

### Som enbart producent
- 1987 – La Bamba
- 1990 – Long Walk Home
- 1996 – Ringens kungar
- 1999 – G:MT - Greenwich Mean Time